# Marko Jozinović
Marko Jozinović (ur. 28 marca 1920 r. w Devetine; zm. 11 sierpnia 1994 r. w Dubrowniku) – bośniacki duchowny katolicki, teolog, piąty arcybiskup metropolita wszechbośniacki w latach 1977–1990.

## Życiorys
Urodził się we wsi Devetine, należącej do parafii Žepče w środkowej Bośni w chorwackiej rodzinie katolickiej. Po ukończeniu czterech klas szkoły elementarnej kontynuował naukę w Niższym Seminarium Duchownym Ojców Jezuitów w Travniku, gdzie otrzymał świadectwa ukończenia szkoły elementarnej i gimnazjum. W 1940 roku rozpoczął studia teologiczne w Wyższym Seminarium Duchownym w Sarajewie.
29 czerwca 1944 roku otrzymał w archikatedrze Serca Jezusowego w Sarajewie święcenia kapłańskie. Podczas swojej pracy duszpasterskiej wyrażał się krytycznie co do komunistycznego ustroju powojennej Jugosławii, stąd też był aresztowany i przetrzymywany wielokrotnie w więzieniach. Po raz pierwszy miało to miejsce od 26 czerwca 1946 do 15 marca 1951 roku. Z powodu jego nieprzejednanej krytyki wobec władz państwowych, abp Marko Alaupović zdecydował się skierować go na studia specjalistyczne do Rzymu w czerwcu 1961 roku. Mieszkał tam w Papieskim Chorwackim Kolegium Św. Hieronima i studiował na Papieskim Uniwersytecie Gregoriańskim, gdzie w 1964 roku uzyskał stopień naukowy doktora nauk teologicznych. Po czym powrócił do ojczyzny, otrzymując tytuł kanonika w Sarajewie.
27 czerwca 1977 roku papież Paweł VI mianował go arcybiskupem metropolitą wszechbośniackim. Jego konsekracja biskupia miała miejsce jeszcze tego samego roku 23 października. W czasie swoich trzynastoletnich rządów archidiecezją udało mu się wybudować 30 nowych kościołów parafialnych, 26 nowych kościołów rektorskich oraz 8 klasztorów. 19 kwietnia 1990 roku ze względu na zły stan zdrowia zrezygnował z kierowania arcybiskupstwem. Przebywał w Dubrowniku, nie mogąc wrócić do Bośni i Hercegowiny ze względu na wybuch wojny domowej. Zmarł w 1994 roku w Dubrowniku. Został pochowany 13 sierpnia tego samego roku w archikatedrze sarajewskiej.